# Cantonul Mansle
Cantonul Mansle este un canton din arondismentul Confolens, departamentul Charente, regiunea Poitou-Charentes, Franța.

## Comune
- Aunac
- Bayers
- Cellefrouin
- Cellettes
- Chenommet
- Chenon
- Fontclaireau
- Fontenille
- Juillé
- Lichères
- Lonnes
- Luxé
- Mansle (reședință)
- Mouton
- Moutonneau
- Puyréaux
- Saint-Amant-de-Bonnieure
- Saint-Angeau
- Saint-Ciers-sur-Bonnieure
- Sainte-Colombe
- Saint-Front
- Saint-Groux
- La Tâche
- Valence
- Ventouse
- Villognon